# اولگا روماسکو
اولگا روماسکو (روسی: Ольга Владимировна Ромасько؛ زادهٔ آوریل۱۸ آوریل ۱۹۶۸) ورزشکار دوگانه اهل روسیه است.